# Бертон, Джек
Джек Бертон (англ. Jack Burton; 27 июня 1886, Челмсфорд, Эссекс — неизвестно) — английский футбольный тренер.

## Биография
Джек родился в июне 1886 года в городе Челмсфорд недалеко от Лондона. Футболом увлёкся в возрасте десяти лет, а уже после окончания школы с друзьями основал футбольную команду под названием «Ред Стар», однако у них не было своего поля для игр. Вскоре его семья переехала в Кардифф, где он стал выступать за местный клуб «Баргойд» на позиции левого среднего нападающего. В возрасте 19 лет стал игроком «Кардифф Сити», затем в его послужном списке значился «Кристал Пэлас», «Кройдон Коммон» и «Лестер Сити». По его словам, за четырнадцать лет карьеры он выиграл девять золотых медалей. 
После начала Первой мировой войны был зачислен в третий королевский гусарский полк. Воевал на территории Франции и получил звание сержанта в окопах Монса. Его военная служба закончилась в Ла-Басе, где враг применил газовую атаку. Будучи не пригодным к дальнейшей службе, он был уволен из армии 13 сентября 1915 года, после этого работал на заводах по производству боеприпасов. Был награждён несколькими медалями: Звезда 1914, Медаль Победы и Медаль общей службы.

### Тренерская карьера
В 1921 году ненадолго стал тренером испанского «Атлетик Бильбао», заменив Билли Барнса, но через два месяца покинул должность по состоянию здоровья.
Реклама, размещенная в Daily Mail и Sporting Life, привлекла сотни восторженных, но неподходящих приложений от демобилизованных британских поклонников. Успех одного заявителя, который назывался «мистер Бертон», оказался недолгим. Он вдохнул в траншеи столько горчичного газа, что продержался два месяца на своей новой работе, пока не сломались легкие.
После Испании работал во Франции с клубом «Рубе», а в 1922 году прибыл в Нидерланды, где стал тренером команды АФК из Амстердама. Спустя четыре месяца покинул клуб и возглавил «Стормвогелс» из Эймёйдена. В сезоне 1922/23 его клуб выступал в переходном дивизионе и занял второе место, позволившее перейти в первый класс Нидерландов. В июне 1923 года продлил контракт с клубом. В чемпионате «Стормвогелс» начал сезон 1923/24 с победы над командой ОДС, но уже в декабре было объявлено, что Бертон подал в отставку и до конца года вернётся в Англию.
В сезоне 1924/25 был тренером «Карлсруэ ФФ» из одноимённого города, но спустя сезон покинул клуб. Уходя, он написал письмо своей команде: 
Дайте мне всего одну строчку, чтобы пожелать вам успехов в футбольном сезоне 1925/26. Не забывайте тренироваться как можно сильнее. Делайте всё, что от вас требует мистер Хирш или ваш тренер. Будьте друг другу товарищами и играйте с полной отдачей. Всегда помни, что я проверяю результаты КФФ каждый понедельник и надеюсь, что всегда найду тебя на стороне победителяДжек Бертон.
Летом 1925 года на несколько месяцев возглавил «Гамбург», а уже в следующем году вернулся в Карлсруэ, став тренером «Карлсруэ Фёникс». 
Летом 1927 года подал объявление во французской газете, что ищет тренерскую должность в хорошем французском клубе. На тот момент он проживал на юго-востоке Лондона в районе Сиденхем. Летом 1928 года вёл переговоры с парижским клубом «Расинг», а уже в октябре был нанят на должность тренера команды.
В 1931 году был тренером и консультантом в английском клубе «Уэст-Норвуд». Британская газета Streatham News, выпустившая заметку о тренере в октябре 1931 года, опубликовала недостоверную информацию о достижениях Бертона в предыдущих клубах.
Джек Бертон, тренер и советник клуба «Уэст-Норвуд», сделал выдающуюся карьеру в футбольном мире. Ранее он был оттянутым нападающим в «Кардифф Сити», «Рединге» и «Лестер Сити», прежде чем покинуть Англию и перебраться на континент. В 1920 году он был тренером и советником в Испанской федерации футбола, а год спустя тренировал футбольный клуб «Амстердам». Во время его пребывания клуб выиграл пять кубков и один чемпионат лиги. Футбольный клуб «Расинг» из Рубе, Франция, воспользовался его опытом в 1923 году, в результате чего они также завоевали множество наград. Футбольный клуб «Карлсруэ», Германия, был о нём высокого мнения. Когда он был с этой командой в 1924 году, они выиграли Кубок Германии и чемпионат Германии, проиграв только один из своих 42 матчей лиги со средним показателем голов 127—14.Streatham News, 23 октября 1931